# میدان تیر بوتوو

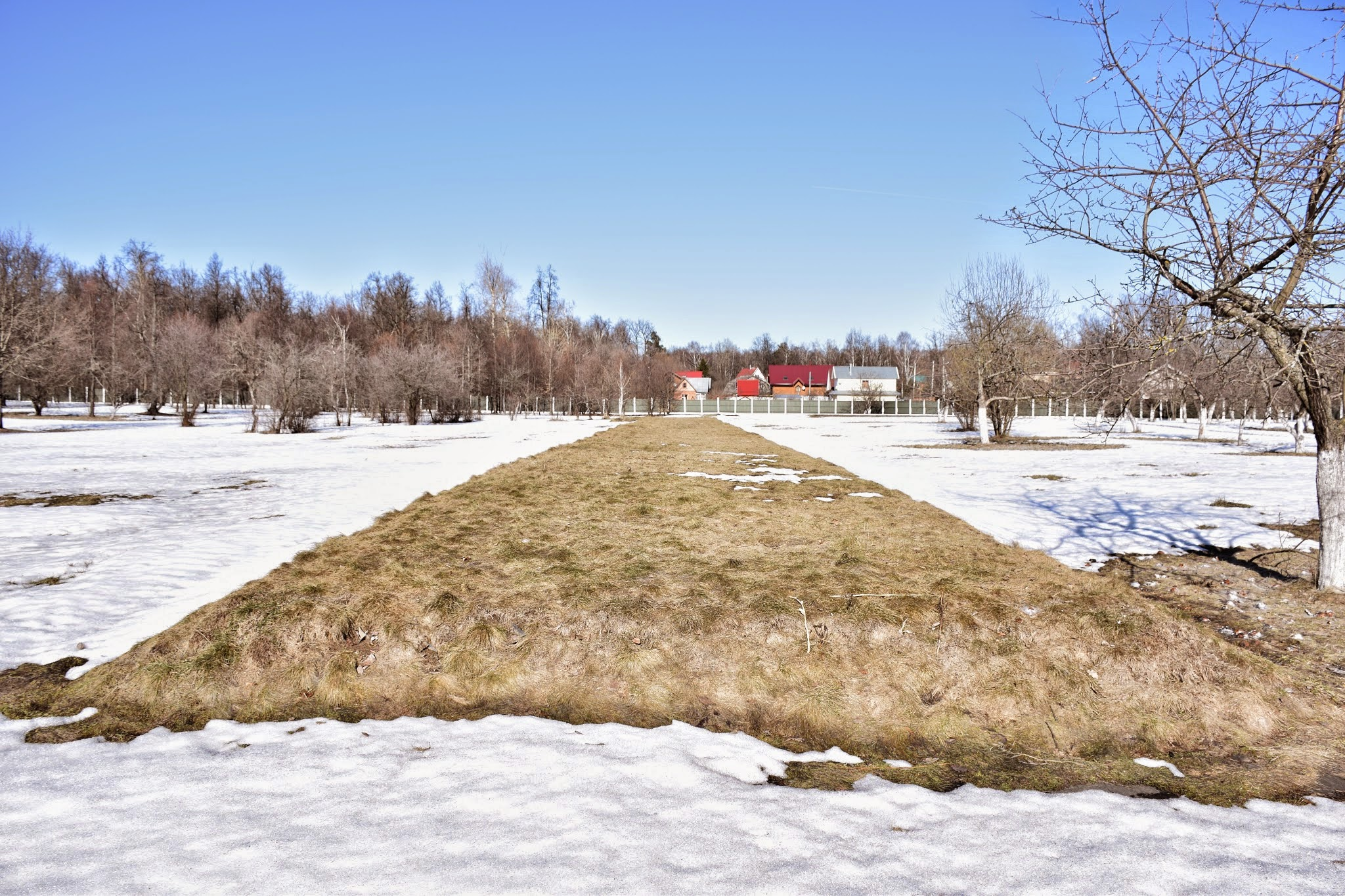
تپه‌ای که یکی از گورهای دسته جمعی در بوتوو را پوشانده است.

میدان تیر بوتوو یا میدان تیر بوتوو (روسی: Бутовский полигон، ت. «Butovskiy poligon») یک محل اعدام پلیس مخفی شوروی بود که از سال ۱۹۳۸ تا ۱۹۵۳ در نزدیکی دروژژینو در منطقه لنینسکی، استان مسکو واقع شده بود. استفاده از آن برای اعدام دسته جمعی مستند شده است؛ به عنوان مکانی برای دفن دسته جمعی آماده شده بود. به گفته آرسنی روگینسکی، «میدان تیر» یک حسن تعبیر رایج بود که برای توصیف قطعات زمین مرموز و به شدت محافظت شده‌ای که کمیساریای خلق در امور داخلی در آستانه ترور بزرگ برای دفن دسته جمعی کنار گذاشته بود، به کار گرفته شد.
بوتووو در طول پاکسازی بزرگ ژوزف استالین برای اعدام‌های دسته جمعی و گورهای دسته جمعی مورد استفاده قرار گرفت و طبق اسناد، ۲۰۷۶۱ زندانی از ملیت‌های مختلف توسط کمیساریای خلق در امور داخلی و سازمان‌های جانشین آن به این مکان منتقل و اعدام شدند. تعداد دقیق قربانیان اعدام شده در بوتووو ناشناخته است زیرا تنها داده‌های ناقص از طبقه‌بندی خارج شده‌اند. از قربانیان برجسته در بوتووو می‌توان به گوستاو کلوتسیس، سرافیم چیچاگوف و سائول برون اشاره کرد؛ علاوه بر این، بیش از ۱۰۰۰ نفر از اعضای روحانیت ارتدکس روسیه نیز در این مکان جان باختند.
کلیسای ارتدکس روسیه در سال ۱۹۹۵ مالکیت بوتوو را به دست گرفت و دستور ساخت یک کلیسای یادبود بزرگ از دوران احیای روسیه را صادر کرد و مجموعه یادبود گور دسته جمعی را می‌توان روزانه بازدید کرد.

## تاریخچه
بوتووو اولین بار در متون تاریخی در سال ۱۵۶۸ به عنوان متعلق به فئودور دروژین، از بویارهای ایوان مخوف، ذکر شده است و این منطقه در جنوب مسکو تا قرن نوزدهم توسط شهرک کوچک کوسمودمیانسکویه دروژینو (که به نام قدیسان کاسما و دامیان نامگذاری شده بود) اشغال شده بود. در سال ۱۸۸۹، مالک این ملک، ان.ام. سولوووف، آن را به یک مزرعه بزرگ پرورش اسب با اصطبل و یک پیست اسب دوانی تبدیل کرد. نواده او، ای.آی. زیمین، پس از انقلاب اکتبر، مزرعه را در ازای حق فرار از کشور به بلشویک‌ها اهدا کرد و سپس مزرعه به مالکیت ارتش سرخ درآمد. در دهه ۱۹۲۰، ارتش سرخ این مکان را که اکنون رسماً بوتووو نام دارد و برگرفته از نام شهری در نزدیکی آن است، به OGPU، پلیس مخفی اتحاد جماهیر شوروی، به عنوان یک مستعمره کشاورزی واگذار کرد. در سال ۱۹۳۴، پس از آنکه OGPU در کمیساریای خلق در امور داخلی ادغام شد، بخشی از این ملک با حصار بلندی احاطه و به یک میدان تیر کوچک تبدیل شد.

## وحشت بزرگ (۱۹۳۷–۱۹۳۸)
در ۳۱ ژوئیه ۱۹۳۷، کمیساریای خلق در امور داخلی فرمان شماره ۰۰۴۴۷ «دربارهٔ عملیات سرکوب کولاک‌های سابق، جنایتکاران و دیگر عناصر ضد شوروی» را صادر کرد و سرکوب سیاسی پس از آن منجر به سهمیه‌بندی گسترده احکام اعدام و اعدام شد. گورستان‌های محلی در مسکو قادر به پذیرش حجم عظیم قربانیان پاکسازی اعدام شده در زندان‌های منطقه نبودند. برای رسیدگی به این موضوع، کمیساریای خلق در امور داخلی دو مرکز ویژه جدید - بوتوو و میدان تیر کومونارکا - را به عنوان ترکیبی از محل اعدام و گور دسته جمعی اختصاص داد.
در ۸ آگوست ۱۹۳۷، ۹۱ قربانی اول از زندان‌های مسکو به بوتوو منتقل شدند. طی ۱۴ ماه بعدی، ۲۰۷۶۱ نفر اعدام و متعاقباً در همان محل دفن شدند و ۱۰۰۰۰ تا ۱۴۰۰۰ نفر دیگر نیز در میدان تیر کومونارکا که در همان نزدیکی و در فاصله ۵ مایل (۸٫۰ کیلومتر) قرار داشت، تیرباران و دفن شدند. به سمت شمال غربی. به‌طور متوسط، در طول پاکسازی بزرگ، روزانه ۵۰ نفر اعدام می‌شدند و برخی روزها هیچ اعدامی صورت نمی‌گرفت، در حالی که در روزهای دیگر صدها نفر تیرباران می‌شدند. سوابق نشان می‌دهد که شلوغ‌ترین روز در ۲۸ فوریه ۱۹۳۸ بود که ۵۶۲ نفر اعدام شدند.

### فرایند اجرا
قربانیان به محض صدور احکام توسط ارگان‌های غیرقضایی مانند کمیته‌های سه نفره، " تروئیکا " یا دو نفره " دوویکا " یا دادگاه نظامی دیوان عالی، جمع‌آوری می‌شدند. سپس آنها را با کامیون‌هایی با برچسب "نان" یا "گوشت" به بوتوو منتقل می‌کردند تا عملیات از دید ساکنان محلی پنهان بماند. برخی از زندانیان بلافاصله پس از ورود، هنگامی که کامیون آنها پر از مونوکسید کربن می‌شد، کشته می‌شدند و سپس اجساد در گودال‌های اطراف دفن می‌شدند. اکثر قربانیان به یک سربازخانه طولانی، ظاهراً برای معاینه پزشکی، هدایت می‌شدند، جایی که حضور و غیاب و تطبیق افراد با پرونده‌ها از جمله عکس‌ها انجام می‌شد. همین عکس‌های پرونده‌های کمیساریای خلق در امور داخلی بعداً به عنوان یادبود قربانیان عمل می‌کردند. تنها پس از تکمیل مدارک، حکم اعدام را اعلام می‌کردند. پس از طلوع آفتاب، مأموران کمیساریای خلق در امور داخلی، که اغلب از سطل ودکایی که در اختیارشان قرار می‌گرفت مست می‌شدند، زندانیان را از پادگان‌ها دور می‌کردند و از فاصله نزدیک، اغلب با یک تپانچه ناگانت ام۱۸۹۵، به پشت سرشان شلیک می‌کردند. افراد تیرباران شده بلافاصله یا مدت کوتاهی پس از آن، در یکی از ۱۳ خندق که در مجموع ۹۰۰ متر (۰٫۵۶ مایل) بودند، انداخته می‌شدند. طول داشت. عرض هر خندق ۴ تا ۵ متر (~۱۶ فوت) و عمق آن تقریباً ۴ متر (۱۳ فوت). اعدام‌ها و دفن‌ها بدون اطلاع به بستگان و بدون برگزاری مراسم تشییع جنازه در کلیسا یا اماکن عمومی انجام می‌شد. بستگان کسانی که تیرباران شده بودند، تنها از سال ۱۹۸۹ شروع به دریافت گواهی‌هایی کردند که تاریخ و علت دقیق مرگ را نشان می‌داد.

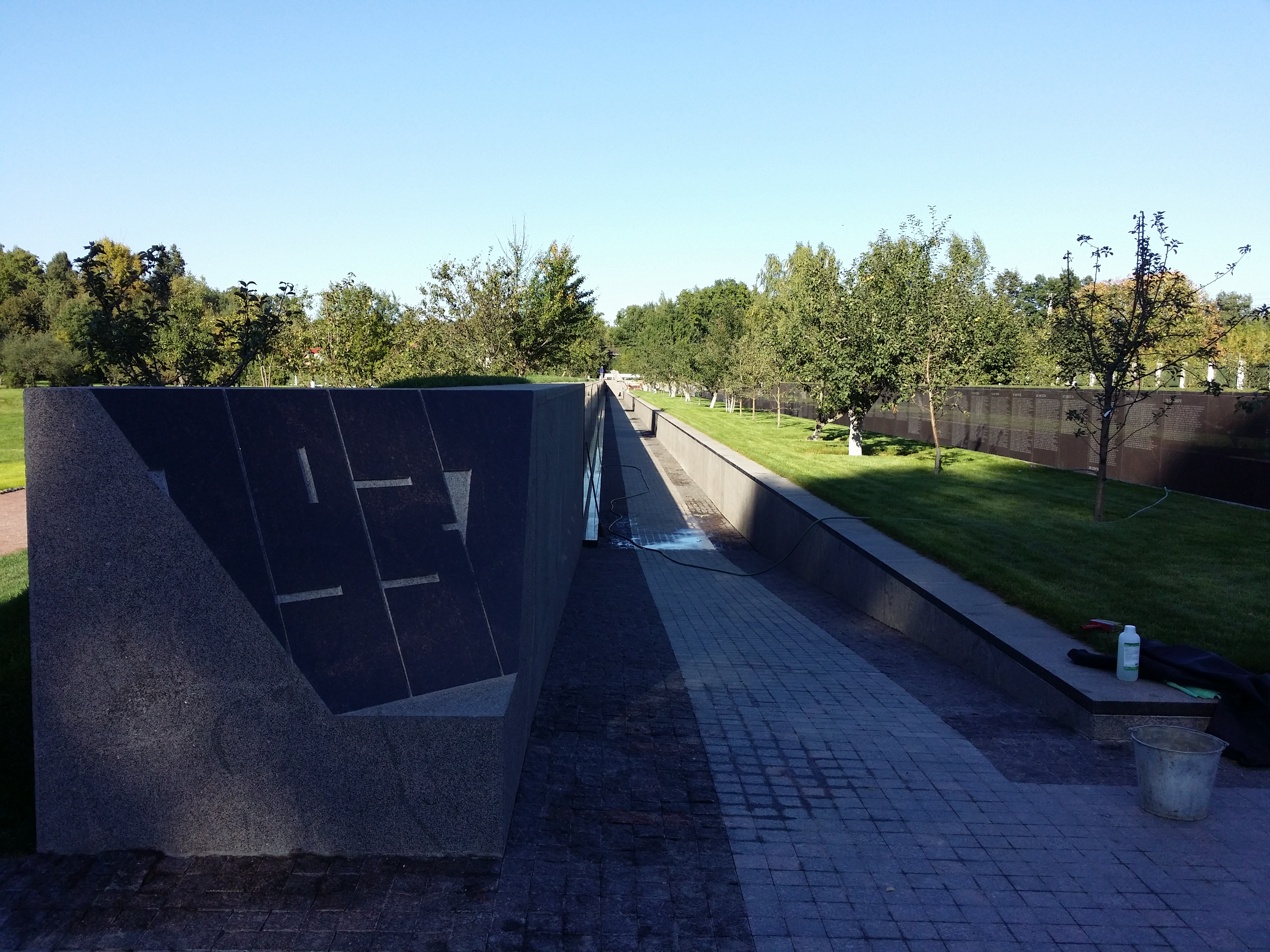
دیواری در باغ یادبود که نام حدود ۲۰٬۰۰۰ قربانی بر روی آن حک شده است

### قربانیان
قربانیان در بوتوو «دشمن مردم» تلقی می‌شدند و از تمام بخش‌های جامعه شوروی و ملیت‌های مختلف بودند و بسیاری از آنها بدون اینکه بفهمند به چه جنایاتی متهم شده‌اند، جان باختند. آنها شامل کارگران، دهقانان، کولاک‌ها، گارد سفید سابق و دیگر «عناصر ضد شوروی»، اشراف روسی و نخبگان پیش از انقلاب، بلشویک‌های قدیمی، ژنرال‌های نظامی، ورزشکاران، خلبانان و هنرمندان، «عناصر اجتماعی خطرناک» مانند ولگردها، گدایان، دزدان، مجرمان خرده‌پا و کسانی که به «تحریک و تبلیغ ضد شوروی» متهم بودند، بودند. قربانیان عمدتاً مرد بودند (۹۵٫۸۶٪) و اکثر آنها هنگام مرگ بین ۲۵ تا ۵۰ سال سن داشتند. در میان اعدام‌شدگان، ۱۸ نفر بالای ۷۵ سال و ۱۰ نفر کودک ۱۵ سال و کمتر بودند. جوان‌ترین فرد اعدام شده، میشا شامونین ۱۳ ساله، یک کودک یتیم و خیابانی، به جرم سرقت دو قرص نان بود. بیش از ۶۰ ملیت مختلف نیز در میان قربانیان حضور داشتند، از جمله ۷۵۵ اوکراینی، فرانسوی، آمریکایی، ایتالیایی، چینی و ژاپنی. نزدیک به ۱۰۰۰ روحانی ارتدکس روسی و همچنین روحانیون لوتری، پروتستان و کاتولیک، عمدتاً از لهستان یا اتریش، در بوتوو اعدام شدند. به‌طور خاص، کومونارکا شاهد اعدام چهره‌های سیاسی و عمومی برجسته از لیتوانی، لتونی و استونی و رهبران کمینترن از آلمان، رومانی، فرانسه، ترکیه، بلغارستان، فنلاند و مجارستان بود. اکثر رهبران ارشد مغولستان، از جمله نخست‌وزیر سابق آناندین آمار و ۲۸ نفر از همکارانش، در ۲۷ ژوئیه ۱۹۴۱ در کومونارکا اعدام شدند.

## مرگ‌های قابل توجه
جایگاه بوتوو به عنوان محل اصلی اعدام به این معنی بود که بسیاری از افراد سرشناس در این مکان کشته و دفن شدند، از جمله فرمانده نظامی شوروی، هایک بژیشکیان؛ سیاستمدار تزاری ولادیمیر دژونوفسکی؛ نقاش الکساندر دروین، بازیگر فیلم ماریا لیکو و عکاس گوستاو کلوتسیس که همگی لتونیایی بودند؛ اسقف ارتدکس سرافیم چیچاگوف و شاهزاده دیمیتری شاخوفسکوی؛ رئیس سابق دومای دولتی فئودور گولووین؛ اولین خلبان روس، نیکولای دانیلوفسکی؛ آهنگساز میخائیل خیترووو-کرامسکوی؛ فیزیکدان نظری هانس هلمن؛ انسان‌شناس ایوار لاسی؛ پنج ژنرال تزاری و نمایندگان خانواده‌های اشرافی روس مانند روستوپچین‌ها، توچکوف‌ها، گاگارین‌ها، اوبولنسکی‌ها، اولسوفیف‌ها و بیبیکوف‌ها.

بسیاری از اعضای حزب کمونیست آلمان (KPD) نیز در میان قربانیان بودند، به عنوان مثال هرمان توبنبرگر و والتر هانیش، که بیش از دویست نفر از آنها با تأیید صریح رهبران KPD ، ویلهلم پیک و والتر اولبریشت، تیرباران شدند، گفته می‌شود که توسط هربرت ونر، که در آن زمان هنوز عضو دفتر سیاسی KPD بود، به کمیساریای خلق در امور داخلی لو داده شده بودند.

قربانیان تصفیه‌های استالینیستی که در بوتوو جان باختند
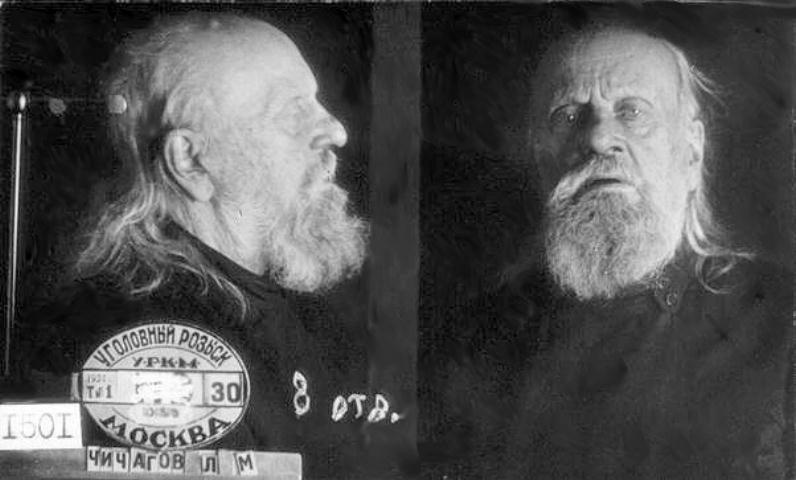
سرافیم چیچاگوف قبل از محکومیت به اعدام و اعدام
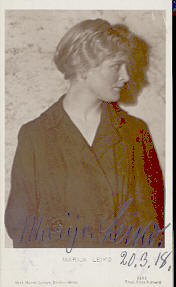
ماریا لیکو، بازیگر سینما و تئاتر لتونیایی، در دسامبر ۱۹۳۷ دستگیر و در ۳ فوریه ۱۹۳۸ اعدام شد.
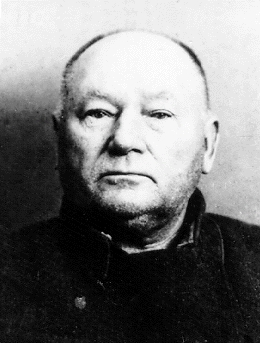
جوکومس واسیتیس پس از دستگیری توسط کمیساریای خلق در امور داخلی در سال ۱۹۳۷
نقاشی دیواری که تصاویر قربانیان بوتوو را نشان می‌دهد

## میراث

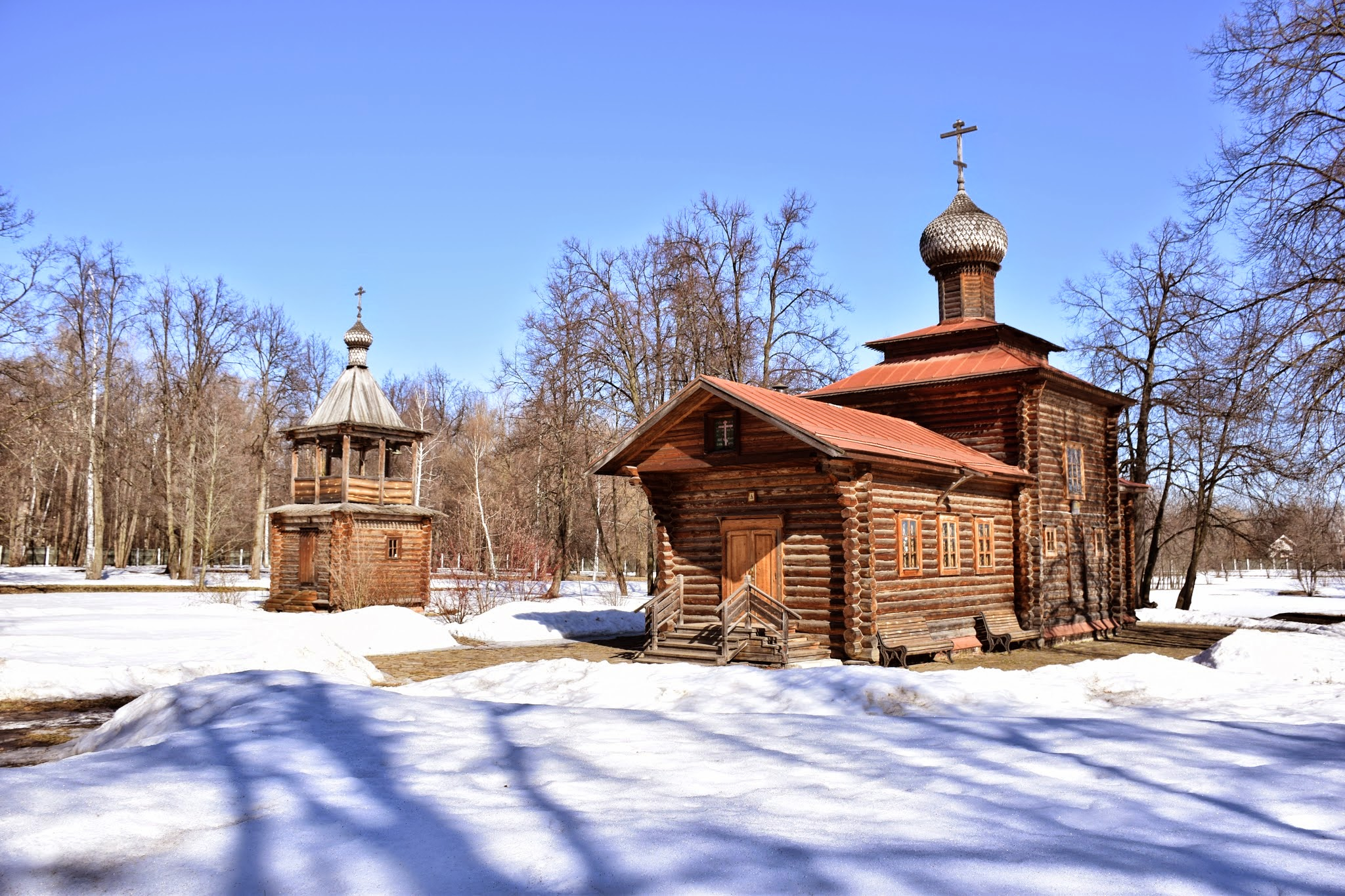
کلیسای شهدا و اعتراف‌کنندگان جدید روسیه

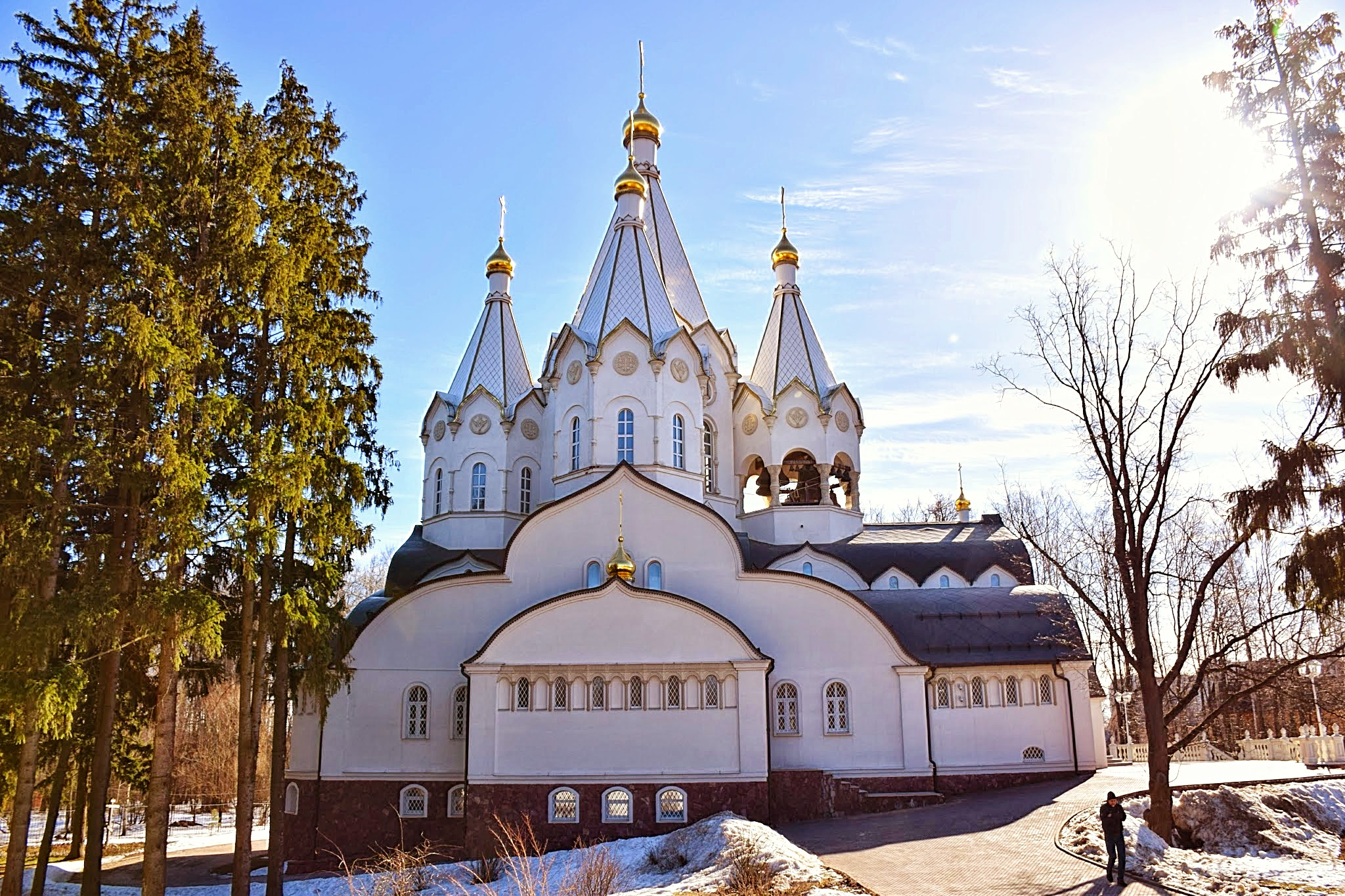
کلیسای رستاخیز

میدان تیر بوتوو به شدت توسط کاگ‌ب شوروی و پس از فروپاشی اتحاد جماهیر شوروی در سال ۱۹۹۱، تا سال ۱۹۹۵ توسط FSK روسیه محافظت می‌شد. در ۷ ژوئن ۱۹۹۳، گروه کوچکی از فعالان، مقامات و برخی از بستگان کسانی که در بوتوو جان باختند، از این مکان بازدید کردند. در اکتبر ۱۹۹۳، پلاکی افتتاح شد که روی آن نوشته شده بود: «در این منطقه از میدان تیر بوتوو، چندین هزار نفر، در سال‌های ۱۹۳۷–۱۹۳۸، مخفیانه تیرباران و دفن شدند.» یک سال بعد، علاقه کلیسای ارتدکس روسیه به این مکان زمانی برانگیخته شد که بایگانی‌کنندگان کشف کردند که سرافیم چیچاگوف، متروپولیتن لنینگراد و چهره ارشد کلیسا، در آنجا کشته شده است. در سال ۱۹۹۵، سازمان‌های امنیتی روسیه، بوتوو و کومونارکا را برای «استفاده بدون محدودیت زمانی» به کلیسای ارتدکس روسیه منتقل کردند. یک کلیسای چوبی کوچک، کلیسای شهیدان و اعتراف‌کنندگان جدید روسیه، در ۱۶ ژوئن ۱۹۹۶ افتتاح شد. کلیسای رستاخیز، سازه‌ای بزرگتر از سنگ سفید، در سال ۲۰۰۷ تکمیل شد.
در ۳۰ اکتبر ۲۰۰۷، ولادیمیر پوتین، رئیس‌جمهور روسیه، هفتادمین سالگرد سرکوب‌ها را با بازدید از میدان تیر بوتوو گرامی داشت و مرگ قربانیان را به «افراط در درگیری‌های سیاسی» نسبت داد. برخی از کسانی که به این اظهارات پوتین اشاره کردند، انتقاد کردند و گفتند که این اظهارات نشان دهنده شکست او، و شاید شکست کل جامعه روسیه، در درک این واقعیت است که قربانیان بوتوو نه به دلیل مخالفت سیاسی با استالین، بلکه صرفاً به دلیل پیشینه، ملیت یا اینکه صرفاً در مکانیسم پاکسازی که به دنبال سرکوب یا حذف بخش بزرگی از مخالفان بالقوه حکومت استالین بود، کشته شدند.